# Glareadessus stocki
Glareadessus stocki är en skalbaggsart som beskrevs av Wewalka och Olof Biström 1998. Glareadessus stocki ingår i släktet Glareadessus och familjen dykare. Inga underarter finns listade i Catalogue of Life.

## Bildgalleri

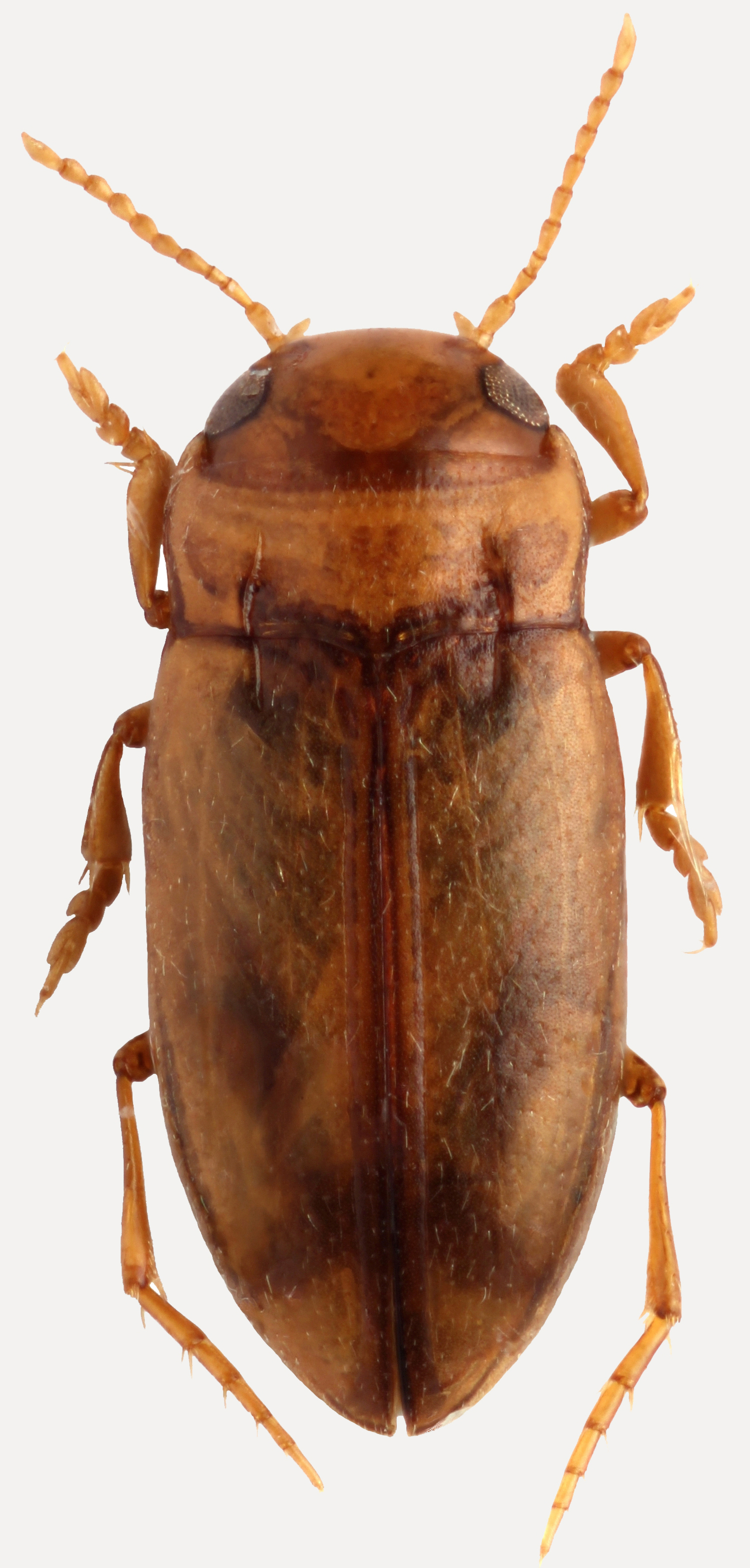